# Krasobruslení na Zimních olympijských hrách 1964
Krasobruslení na Zimních olympijských hrách 1964 se konalo na stadionu Olympiahalle v Innsbrucku.

## Medailové pořadí zemí
| Pořadí | Země                           | Zlato | Stříbro | Bronz | Celkově |
| ------ | ------------------------------ | ----- | ------- | ----- | ------- |
| 1.     | Tým sjednoceného Německa (EUA) | 1     | 1       | 0     | 2       |
| 2.     | Nizozemsko (NED)               | 1     | 0       | 0     | 1       |
| 2.     | Sovětský svaz (URS)            | 1     | 0       | 0     | 1       |
| 4.     | Kanada (CAN)                   | 0     | 1       | 1     | 2       |
| 5.     | Rakousko (AUT)                 | 0     | 1       | 0     | 1       |
| 5.     | Francie (FRA)                  | 0     | 1       | 0     | 1       |
| 7.     | Spojené státy americké (USA)   | 0     | 0       | 2     | 2       |
|        | Celkem                         | 3     | 4       | 3     | 10      |

## Medailisté

### Muži
| Disciplína | Zlato                                                  | Výkon  | Stříbro                      | Výkon  | Bronz                                      | Výkon  |
| ---------- | ------------------------------------------------------ | ------ | ---------------------------- | ------ | ------------------------------------------ | ------ |
| muži       | Manfred Schnelldorfer · Tým sjednoceného Německa (EUA) | 1916,9 | Alain Calmat · Francie (FRA) | 1876,5 | Scott Allen · Spojené státy americké (USA) | 1873,6 |

### Ženy
| Disciplína | Zlato                                 | Výkon  | Stříbro                            | Výkon  | Bronz                         | Výkon  |
| ---------- | ------------------------------------- | ------ | ---------------------------------- | ------ | ----------------------------- | ------ |
| ženy       | Sjoukje Dijkstrová · Nizozemsko (NED) | 2018,5 | Regine Heitzerová · Rakousko (AUT) | 1945,5 | Petra Burkaová · Kanada (CAN) | 1940,0 |

### Smíšené soutěže
| Disciplína        | Zlato                                                        | Výkon | Stříbro | Výkon     | Bronz                                                           | Výkon |
| ----------------- | ------------------------------------------------------------ | ----- | --- | --------- | --------------------------------------------------------------- | ----- |
| sportovní dvojice | Sovětský svaz (URS) · Ljudmila Bělousovová · Oleg Protopopov | 104,4 | Tým sjednoceného Německa (EUA) · Marika Kiliusová · Hans-Jürgen Bäumler Kanada (CAN) · Debbi Wilkesová · Guy Revell | 103,698,5 | Spojené státy americké (USA) · Vivian Josephová · Ronald Joseph | 98,2  |